# Valérien Ismaël
Valérien Ismaël (* 28. September 1975 in Straßburg) ist ein französisch-deutscher Fußballtrainer und ehemaliger -spieler. Der Abwehrspieler gewann sowohl 2004 mit dem SV Werder Bremen als auch 2006 mit dem FC Bayern München das Double (Deutscher Meister und DFB-Pokalsieger). 

## Kindheit und Jugend
Valérien Ismaël kam als Sohn eines Vaters aus Guadeloupe und einer Elsässerin in Straßburg zur Welt und wuchs dort auf. Der Vater war als Soldat in der deutschen Nachbarstadt Kehl stationiert.

## Spielerkarriere
Ismaël begann 1982 bei der AS Holtzheim mit dem Fußballspielen und wechselte zwei Jahre später in die Fußballschule von Racing Straßburg. Ab 1993 kam er für deren Profimannschaft vier Jahre lang in der Division 1, der ersten französischen Liga, zum Einsatz. In 87 Ligaspielen erzielte er ein Tor. 1997 wechselte er in die Premier League zum Aufsteiger Crystal Palace und kam in der Rückrunde der Saison 1997/98 in 13 Spielen zum Einsatz. Anschließend ging er zum damaligen französischen Meister RC Lens.
Während seiner vierjährigen Vereinszugehörigkeit wurde Ismaël 2001 an Racing Straßburg ausgeliehen und stieg mit seinem Jugendklub aus der Division 1 (heute Ligue 1) ab, gewann jedoch den französischen Pokal. 2002 verpflichtete ihn Racing Straßburg endgültig. Gegen Ende der Spielzeit 2002/03 wurde er vom damaligen Trainer Ivan Hašek nicht mehr berücksichtigt.

### Wechsel in die Bundesliga

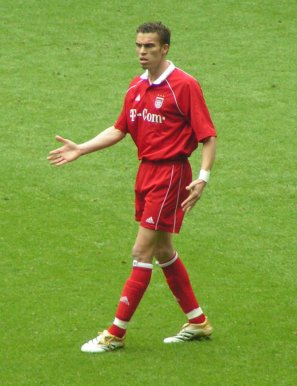
Valérien Ismaël (2006)

Nach einer Saison wechselte Ismaël im Sommer 2003 zum SV Werder Bremen, um die Defensive zu verstärken, da der bisherige Stammspieler Frank Verlaat bei FK Austria Wien unterschrieben hatte. Sein Debüt in der Bundesliga gab er am 2. August 2003 (1. Spieltag) beim 3:0-Sieg im Auswärtsspiel bei Hertha BSC. Mit Werder Bremen wurde er in seiner ersten Saison 2003/04 Meister und DFB-Pokalsieger. Sein Trainer war Thomas Schaaf.
Von 2005 bis zur Winterpause der Saison 2007/08 spielte er beim FC Bayern München. Unter Trainer Felix Magath galt Ismaël als sicherer Innenverteidiger, solange er von Verletzungen verschont blieb: Spielte er in seiner ersten Saison 30 Bundesligaspiele, kam er in der darauffolgenden Saison (2006/07) nur einmal zum Einsatz.
Er hatte sich kurz nach Saisonbeginn, am 15. August 2006, im Training einen Waden- und Schienbeinbruch zugezogen, nachdem ihm einige Wochen zuvor ein gutartiger Tumor an dieser Stelle entfernt worden war. Erst am 3. März 2007 kam Ismaël wieder in einem Pflichtspiel zum Einsatz: In der Regionalliga Süd erzielte er bei der 1:2-Niederlage von Bayern II bei der SV Elversberg ein Tor.
Im Januar 2008 wechselte Ismaël zu Hannover 96, doch im September 2008 bekam er erneut einen Schlag auf das zwei Jahre zuvor operierte Knie; seitdem wurde er die Schmerzen aufgrund eines Knochenödems nicht mehr los. Das letzte Spiel seiner Karriere bestritt er am 19. September 2008 (5. Spieltag) bei der 0:4-Niederlage bei Bayer 04 Leverkusen. Wegen seiner Knieprobleme beendete er im September 2009 seine Karriere.

## Nationalmannschaft
Ismaël spielte für die Auswahlmannschaften der Altersklassen U-17 bis U-21 und für die U-23 des französischen Fußballverbandes. Ein Spiel für die A-Nationalmannschaft blieb ihm verwehrt. Zu einem Einsatz in der deutschen A-Nationalmannschaft, für die sich Ismaël 2005 bewarb, kam es ebenfalls nicht.

## Trainerkarriere
Nach seiner Zeit als aktiver Spieler erwarb Ismaël im November 2011 die Trainerlizenz und wurde anschließend am 27. November 2011 Trainer bei der zweiten Mannschaft von Hannover 96 in der Regionalliga Nord. Zur Saison 2013/14 übernahm er die U-23 des VfL Wolfsburg als Nachfolger von Lorenz-Günther Köstner. Er unterschrieb einen bis zum 30. Juni 2016 laufenden Vertrag. Mit dem VfL gewann er die Meisterschaft in der Regionalliga Nord, scheiterte aber in der Relegation zur 3. Liga an der SG Sonnenhof Großaspach.
Zur Saison 2014/15 wurde Ismaël Trainer des in die 2. Bundesliga abgestiegenen 1. FC Nürnberg. Am 3. August 2014 debütierte er als Trainer der Franken beim 1:0-Sieg am ersten Spieltag der Zweitliga-Spielzeit 2014/15. Am zweiten Spieltag verlor er das Frankenderby mit dem 1. FC Nürnberg mit 1:5 bei der SpVgg Greuther Fürth. Am 15. August 2014 schied der 1. FC Nürnberg in der ersten Pokalrunde gegen den Drittligisten MSV Duisburg aus. Nach nur vier Siegen in 13 Punktspielen wurde Ismaël am 10. November 2014 vom Verein beurlaubt.
Ab Sommer 2015 trainierte er als Nachfolger von Thomas Brdarić, der ihn erst im Sommer 2014 abgelöst hatte, erneut die U-23 Mannschaft des VfL Wolfsburg. Am 17. Oktober 2016 übernahm er als Nachfolger von Dieter Hecking zunächst vorläufig, ab 6. November 2016 dann endgültig die erste Mannschaft des VfL Wolfsburg und erhielt einen bis 30. Juni 2018 laufenden Vertrag. Am 26. Februar 2017 trennte sich der VfL Wolfsburg jedoch von Ismaël.
Von Mai bis August 2018 war Ismaël als Nachfolger von Georgios Parachos beim Athener Erstligisten Apollon Smyrnis unter Vertrag. Er verließ den Verein, nachdem ihm vom Vereinspräsidenten gedroht worden war.
Zur Saison 2019/20 übernahm Ismaël den österreichischen Bundesligisten LASK als Nachfolger von Oliver Glasner. Mit dem LASK beendete er die Saison als Vierter und in der UEFA Europa League erreichte man das Achtelfinale. Nach der Saison 2019/20 wurde er durch Dominik Thalhammer ersetzt. Im Oktober 2020 wurde er als Nachfolger von Gerhard Struber beim englischen Zweitligisten FC Barnsley vorgestellt. Ismaël führt den Klub, der sich in der Vorsaison im Abstiegskampf befunden hatte, und bei Übernahme auf dem 21. Tabellenplatz gelegen hatte, auf den fünften Rang und damit in die Aufstiegs-Play-offs. Dort scheiterte das Team an Swansea City. In der Saisonpause 2021 wechselte er für eine Ablösesumme den Klub und unterzeichnete beim Erstligaabsteiger und Ligakonkurrenten West Bromwich Albion einen Vierjahresvertrag.
Am 2. Februar gab der Club bekannt, dass er sich von Ismael wieder getrennt hat, nachdem West Brom nach nur einem Sieg aus den vergangenen acht Pflichtspielen nur auf dem fünften Tabellenplatz lag, auf die direkten Aufstiegsränge fehlten acht Punkte.
Ende März 2022 übernahm Ismaël als Trainer den türkischen Spitzenklub Beşiktaş Istanbul. Nach sieben Monaten wurde er entlassen.
Zur Saison 2023/24 übernahm Ismaël den englischen Zweitligisten FC Watford. Nach nur einem Sieg aus den zehn vorangegangenen Ligaspielen wurde er im März 2024 auf dem 13. Tabellenplatz liegend entlassen. Ende Februar 2025 wurde er als neuer Cheftrainer des Zweitligisten Blackburn Rovers vorgestellt.

## Erfolge
Als Spieler
- Deutsche Meisterschaft: 2004 (mit Werder Bremen), 2006 (mit Bayern München)
- DFB-Pokal: 2004 (mit Werder Bremen), 2006 (mit Bayern München)
- Coupe de France: 2001 (mit Racing Straßburg)
- Coupe de la Ligue: 1997 (mit Racing Straßburg), 1999 (mit RC Lens)

Als Trainer
- Meister der Regionalliga Nord: 2014, 2016 (mit dem VfL Wolfsburg II)

## Sonstiges
Ismaël synchronisierte in der deutschen Fassung des französischen Films Asterix bei den Olympischen Spielen die Rolle des Numérodix (gespielt von Zinédine Zidane). Auf dem Hörbuch Gustav vor, noch ein Tor! spricht er die Rolle des Schiedsrichters.
2008 belegte Ismaël parallel zu seinem Engagement bei Hannover 96 den Studiengang Betriebswirtschaftslehre mit Schwerpunkt International Management an der FHDW in Hannover. Im November 2009 wurde er Assistent des Sportdirektors von Hannover 96.
Ismael spricht fließend Deutsch und ist seit dem 24. April 2013 auch deutscher Staatsbürger; Er ist seit dem 19. Juli 2013 in zweiter Ehe mit seiner deutschen Frau verheiratet. Aus seiner ersten Ehe hat er einen Sohn.